# Bistum Pinheiro
Das Bistum Pinheiro (lateinisch Dioecesis Pinerensis, portugiesisch Diocese de Pinheiro) ist eine in Brasilien gelegene römisch-katholische Diözese mit Sitz in Pinheiro im Bundesstaat Maranhão.

## Geschichte
Das Bistum Pinheiro wurde am 22. Juli 1939 durch Papst Pius XII. mit der Apostolischen Konstitution Ad maius Christifidelium aus Gebietsabtretungen des Erzbistums São Luís do Maranhão und der Territorialprälatur São José do Grajaú als Territorialprälatur Pinheiro errichtet. Die Territorialprälatur Pinheiro wurde dem Erzbistum São Luís do Maranhão als Suffragan unterstellt. Die Territorialprälatur Pinheiro gab am 16. Oktober 1961 Teile seines Territoriums zur Gründung der Territorialprälatur Cândido Mendes ab.
Am 16. Oktober 1979 wurde die Territorialprälatur Pinheiro durch Papst Johannes Paul II. mit der Apostolischen Konstitution Cum praelaturae zum Bistum erhoben.

## Ordinarien

### Prälaten von Pinheiro
- Carlos Carmelo de Vasconcelos Motta, 1940–1944 (Apostolischer Administrator)
- José Maria Lemerder, 1944–1946
- Afonso Maria Ungarelli MSC, 1946–1975
- Carmelo Cassati MSC, 1975–1979, dann Bischof von Tricarico
- Ricardo Pedro Paglia MSC, 1979

### Bischöfe von Pinheiro
- Ricardo Pedro Paglia MSC, 1979–2012
- Elio Rama IMC, seit 2012